# Dolichozele minor
Dolichozele minor är en stekelart som först beskrevs av Brethes 1927.  Dolichozele minor ingår i släktet Dolichozele och familjen bracksteklar. Inga underarter finns listade i Catalogue of Life.